# Gunsmoke (datorspel)
Gunsmoke är ett skjutspel från Capcom, och debuterade ute i arkadhallarna 1985. Spelet utspelar sig i Vilda västern och designades av Yoshiki Okamoto. Huvudpersonen är Billy Bob, en prisjägare som skall stoppa brottslingar.

### Fotnoter
1. 1 2 3  ”Gunsmoke”. NES DB. 26 februari 1988. Arkiverad från originalet den 27 april 2014. https://web.archive.org/web/20140427010526/http://www.nesdb.se/game_more.php?id=634&rid=1. Läst 26 april 2014.
2. ↑  ”Gunsmoke”. The International Arcade Museum. http://www.arcade-museum.com/game_detail.php?game_id=8042. Läst 26 april 2014.